# ليندساي جونسون
ليندساي جونسون (بالإنجليزية: Lindsay Johnson)‏ (و. 1980  م) هي لاعبة كرة قدم، من المملكة المتحدة، تلعب كمُدَافِعَة.

## روابط خارجية
- ليندساي جونسون على موقع الاتحاد الدولي (مؤرشف)  (الإنجليزية)
- ليندساي جونسون على موقع قاعدة بيانات كرة القدم.إي يو (الإنجليزية)